# Anja Delastik
Anja Delastik (gebürtig Anja Lochner, Ehenamen Anja Müller-Lochner, Anja Delastik) ist eine deutsche Journalistin. Sie war unter anderem  Chefredakteurin des Magazins Cosmopolitan, der Zeitschrift Mädchen und der Frauenzeitschrift Jolie.

## Leben
Delastik ist die Tochter des Malers Herber Lochner. Sie wuchs mit einem Bruder in Dorndorf (Thüringen) nahe der Grenze zu Hessen auf. Nach der Wende studierte sie zunächst Rechtswissenschaften in Marburg. Nach zwei Semestern wechselte sie zur Literaturwissenschaft und studierte im Nebenfach Malerei und Grafik. Während des Studiums begann sie journalistisch zu arbeiten.
Von 2001 bis 2006 arbeitete sie für die Zeitschrift Mädchen, zunächst als Ressortleiterin Aktuelles, später als Textchefin. Nach einem Intermezzo als stellvertretende Chefredakteurin von Bravo Girl kehrte sie Mitte 2007 zu Mädchen zurück und nahm in der Funktion der Chefredakteurin publizistische Verantwortung.
Im April 2010 wurde sie zur Chefredakteurin der Frauenzeitschrift Jolie berufen. Zuvor hatte sie die Zeitschrift kommissarisch geleitet.
Bei Jolie trat Karin Futterknecht ihre Nachfolge an, als sie zum 1. Februar 2015 zu Cosmopolitan wechselte, wo sie als Chefredakteurin auf Kerstin Weng folgte.
Anfang 2018 übernahm sie zusätzlich die Chefredaktion der Zeitschrift Maxi. Ende 2018 legte sie beide Posten nieder und trennte sich von der Bauer Media Group. Delastik ist seither nach eigenen Angaben als selbstständige Journalistin und Beraterin tätig sowie in der Entwicklung von Corporate Content und einem eigenen Online-Magazin.